# Виљионе (Беневенто)
Виљионе је насеље у Италији у округу Беневенто, региону Кампанија.
Према процени из 2011. у насељу је живело 56 становника. Насеље се налази на надморској висини од 274 м.